# Kymatocalyx madagascariensis
Kymatocalyx madagascariensis là một loài rêu tản trong họ Cephaloziellaceae. Loài này được (Stephani) Gradst. & Váňa miêu tả khoa học lần đầu tiên năm 1999.